# Plötzlich und unerwartet (1985)
Plötzlich und unerwartet ist ein deutscher Fernseh-Kriminalfilm aus dem Jahr 1985, nach der Vorlage des Theaterstücks Suddenly at Home von Francis Durbridge.

## Handlung
Glenn plant zusammen mit seiner Geliebten, der Schauspielerin Sheila, den Mord an seiner Ehefrau Maggie, die zuvor sehr viel Geld geerbt hat. Während Glenn seine Frau zu Hause erwürgt, fährt Sheila in Maggies Auto von London aus zu Maggies Ex-Partner, dem Schriftsteller Sam, der in einem Cottage auf dem Land lebt. Auf dem Weg dorthin steuert sie das Auto absichtlich in einen Straßengraben, um dann Glenn anzurufen – dieser möchte vor einem Zeugen so tun, als würde er mit seiner Frau telefonieren, um sich ein Alibi zu verschaffen. Der erwartete Zeuge sagt seinen Besuch zwar ab, stattdessen trifft jedoch Maggies Schwester Helen ein, die auf den Trick hereinfällt und die Anruferin für Maggie hält. Die heroinsüchtige Sheila ist bei der Ausführung des Plans sehr nervös und muss von Glenn immer wieder beruhigt werden.
Helen möchte Maggie von Sams Haus in der Nähe der Unfallstelle abholen, trifft sie jedoch nicht an. Maggies Leiche wurde von Glenn inzwischen in einem See in der Nähe von Sams Haus entsorgt. Als Sam von Maggies Verschwinden erfährt, ruft er die Polizei und wird von einem Inspektor Appleton befragt. Sam ahnt sofort, dass Glenn dahintersteckt und den Verdacht auf ihn lenken will, daher taucht er zunächst bei seinem Freund Ron unter. Ron befragt Sheila, getarnt als Journalist, auch zu ihrer Beziehung zu Maggie, mit der sie seit Jahren befreundet war. Dadurch wird Sheila nervös; sie taucht wieder bei Glenn auf. Dieser gibt ihr Geld, damit sie erstmal zu einer Verwandten nach Monte Carlo fahren kann, bis sich die Lage beruhigt hat.
Da kommt plötzlich Glenns schwedisches Au-Pair-Mädchen Ruth zurück, die für ein paar Tage verreist war. Nachdem Sheila gegangen war, stellt sich heraus, dass Glenn eine Beziehung zu Ruth hat: Er hat Sheila nur benutzt, um Maggie loszuwerden, und möchte Sheila ebenfalls beseitigen, und zwar mit Heroin, sodass es wie eine versehentliche Überdosis aussieht. Sheila kehrt kurz ins Haus zurück, weil sie etwas vergessen hat, und erwischt Glenn und Ruth eng umschlungen, was diese aber nicht bemerken. Wieder draußen, bricht sie zusammen und wird von Sam und Ron, die Glenns Haus die ganze Zeit observierten, nach Hause gebracht. Später kehrt sie mit einer Pistole in der Tasche zu Glenn zurück, sie wird jedoch von ihm überwältigt und Ruth injiziert ihr die Überdosis. Sie wird für tot gehalten und im Schlafzimmer versteckt, als es plötzlich wieder an der Tür klingelt: Der Inspektor erscheint, kurz darauf auch Sam und Helen, die den Hergang der Tat rekonstruiert haben und nun dem Inspektor erzählen wollen, jedoch keinen Beweis haben. Der Inspektor vermutet, dass Sheila entweder in ihrer Wohnung oder am Flughafen (auf dem Weg nach Monte Carlo) ist und verlässt mit Sam die Wohnung, um sie abzufangen. Tatsächlich ist sie immer noch in Glenns Schlafzimmer, wacht aber gerade aus dem Heroinrausch wieder auf. Helens Verdacht gegen Glenn erhärtet sich, als Ruth sie daran hindern will, das Schlafzimmer zu betreten. Doch da öffnet die erwachte Sheila die Schlafzimmertür, zieht die Pistole und schießt Glenn nieder.

## Produktion
Plötzlich und unerwartet ist eine Produktion der ARTUS Film und wurde bereits 1983 in den Fernsehstudios München in Unterföhring gedreht, aber erst am 20. Januar 1985 im ZDF zum ersten Mal ausgestrahlt. 1988 lief er auch im ungarischen Fernsehen unter dem Titel Hirtelen és váratlanul. Auf DVD ist er seit 2014 erhältlich, produziert von Studio Hamburg Enterprises.

## Rezeption
„Biedere Verfilmung eines Kriminalstücks von Francis Durbridge, die wenig britisches Flair versprüht.“